# Conchalí
Conchalí ist eine Gemeinde der Región Metropolitana de Santiago mit 126.955 Einwohnern (2017). Sie ist eine der Gemeinden der Provinz Santiago. Sie bildet eine weitgehend informell entstandene Siedlung.

## Geschichte
Die Gemeinde wurde durch ein Gesetz vom 30. Dezember 1927 von Präsident Carlos Ibáñez del Campo als Teil des damaligen Departamentos Santiago gegründet. Im letzten Jahrhundert war Santiago eine ganz andere Stadt als heute, sie musste viele Menschen aufnehmen, die aus allen Gegenden Chiles zugewandert waren. Zwischen 1907 und 1960 kamen rund eine Million Menschen, die die bestehenden Mietskasernen schnell überfüllten und keine andere Wahl hatten, als auf jedem freien Grundstück Behelfswohnungen zu bauen. Konfrontiert mit wenig oder keiner Reaktion des Staates, organisierten sich diese marginalisierten Menschen, um Zugang zu einem menschenwürdigen Ort zum Leben zu erhalten, und so begannen hier Landnahmebewegungen zu entstehen.

## Demografie
Laut der Volkszählung 2017 lebten in der Gemeinde Conchalí 126.955 Personen. Davon waren 61.877 Männer und 65.078 Frauen, womit es einen leichten Frauenüberschuss gab.

## Persönlichkeiten
- Jeannette Jara (* 1974), Politikerin
- Rodrigo Ureña (* 1993), Fußballspieler